# Сан-Марко-Арджентано
Сан-Марко-Арджентано (італ. San Marco Argentano, сиц. San Marcu) — муніципалітет в Італії, у регіоні Калабрія,  провінція Козенца.
Сан-Марко-Арджентано розташований на відстані близько 410 км на південний схід від Рима, 85 км на північний захід від Катандзаро, 31 км на північ від Козенци.
Населення — 7417 осіб (2014).
Щорічний фестиваль відбувається 25 квітня. Покровитель — Святий євангеліст Марко.

## Демографія
Населення за роками:

Станом на 1 січня 2023 року в муніципалітеті офіційно проживало 290 іноземців з 40 країн, серед них 82 громадяни країн Євросоюзу та 34 громадяни України.

## Персоналії
- Боемунд I (1054—1111) — нормано-італійський феодал, учасник Першого хрестового походу, засновник князівства Антіохія.

## Сусідні муніципалітети
- Бізіньяно
- Червікаті
- Фаньяно-Кастелло
- Монграссано
- Роджано-Гравіна
- Санта-Катерина-Альбанезе
- Тарсія